# Sinocrossocheilus labiatus
Sinocrossocheilus labiatus is een straalvinnige vissensoort uit de familie van de eigenlijke karpers (Cyprinidae). De wetenschappelijke naam van de soort is voor het eerst geldig gepubliceerd in 2003 door Su, Yang & Cui.